# Ньютон, Питер
Пи́тер Э́ндрю Нью́тон (англ. Peter Andrew Newton; 6 марта 1970, Гонолулу) — американский гребец-байдарочник, выступал за сборную США на всём протяжении 1990-х годов. Участник трёх летних Олимпийских игр, двукратный чемпион Панамериканских игр, победитель многих регат национального и международного значения.

## Биография
Питер Ньютон родился 6 марта 1970 года в городе Гонолулу на Гавайях.
В 1992 году попал в основной состав американской национальной сборной и благодаря череде удачных выступлений удостоился права защищать честь страны на летних Олимпийских играх в Барселоне. Вместе с напарником Майклом Харболдом на дистанции 500 метров дошёл до финала и показал в решающем заезде восьмой результат.
Первого серьёзного успеха на взрослом международном уровне добился в 1995 году, когда побывал на Панамериканских играх в аргентинском городе в Мар-дель-Плата и трижды поднимался там на пьедестал почёта, в том числе завоевал золотые медали в зачёте одиночных и двухместных байдарок на пятистах метрах, а также серебряную медаль в одиночках на тысяче метрах. Будучи одним из лидеров американской сборной, благополучно прошёл квалификацию на Олимпийские игры 1996 года в Атланте, в паре с Джоном Муни в двойках на тысяче метрах остановился на стадии полуфиналов, где финишировал пятым.
После домашней Олимпиады Ньютон остался в основном составе гребной команды США и продолжил принимать участие в крупнейших международных регатах. Так, в 2000 году он отправился представлять страну на Олимпийских играх в Сиднее — в четвёрках на тысяче метрах дошёл до финала и показал в решающем заезде шестой результат, немного не дотянув до призовых позиций, того же результата добился и в двойках на пятистах метрах в паре с Анхелем Пересом. Вскоре по окончании этих соревнований принял решение завершить карьеру профессионального спортсмена, уступив место в сборной молодым американским гребцам.